# Kaliphora
Kaliphora é um género botânico pertencente à família Montiniaceae.
1. ↑  «Kaliphora — World Flora Online». www.worldfloraonline.org. Consultado em 19 de agosto de 2020